# Бульмеринг (дворянский род)
Бульмеринг (нем. Bulmerincq) — русский дворянский род остзейского происхождения.

## Происхождение и история рода
Представители рода переселились из Шотландии в Любек в начале XVII века, в позже в 1677 в Ригу В 1804 рижский купец Готфрид Бульмеринк (1760—1813) получил дворянство Священной Римской Империи. В 1865 Эберхард Михаэль фон Бульмеринк (1787—1870) и в 1894 его брат Михаил Богданович Бульмеринг (1805—1893) были включены в дворянскую семейную книгу Ливонской губернии.
Род внесён во 2-ю часть дворянской родословной книги Санкт-Петербургской губернии.

## Известные представители
- Бульмеринг, Август фон (1822—1890) — публицист, редактор и педагог.
- Бульмеринг, Евгений Михайлович (1834—1897) — керченский комендант, герой русско-турецкой войны 1877—1878 гг.
- Бульмеринг, Карл Богданович (1792—1860) — генерал-майор русской армии, Георгиевский кавалер (полковник; № 6249; 11.12.1840).
- Бульмеринг, Роберт Вильгельм (1862—1953) — прибалтийско-немецкий землевладелец, политик, предприниматель.

## Описание герба
Щит разделен на четыре части, из коих в первой в красном поле изображена серебряная крепостная стена и под оною дворянская корона с шестью крестообразно продетыми пиками; во второй в голубом поле изображены диагонально с левого верхнего к правому нижнему углам в два ряда семь золотых звезд; в третьей в золотом поле изображена обращенная в левую сторону черная орлиная голова, а в четвертой части в серебряном поле три пшеничные колоса. Щит увенчан дворянским шлемом и короною, на поверхности коей изображен золотой лев обращенный в левую сторону и держащий в левой лапе вверх поднятую саблю. Намёт на щите зеленый и черный, подложенный серебром и золотом.